# Cecco del Caravaggio

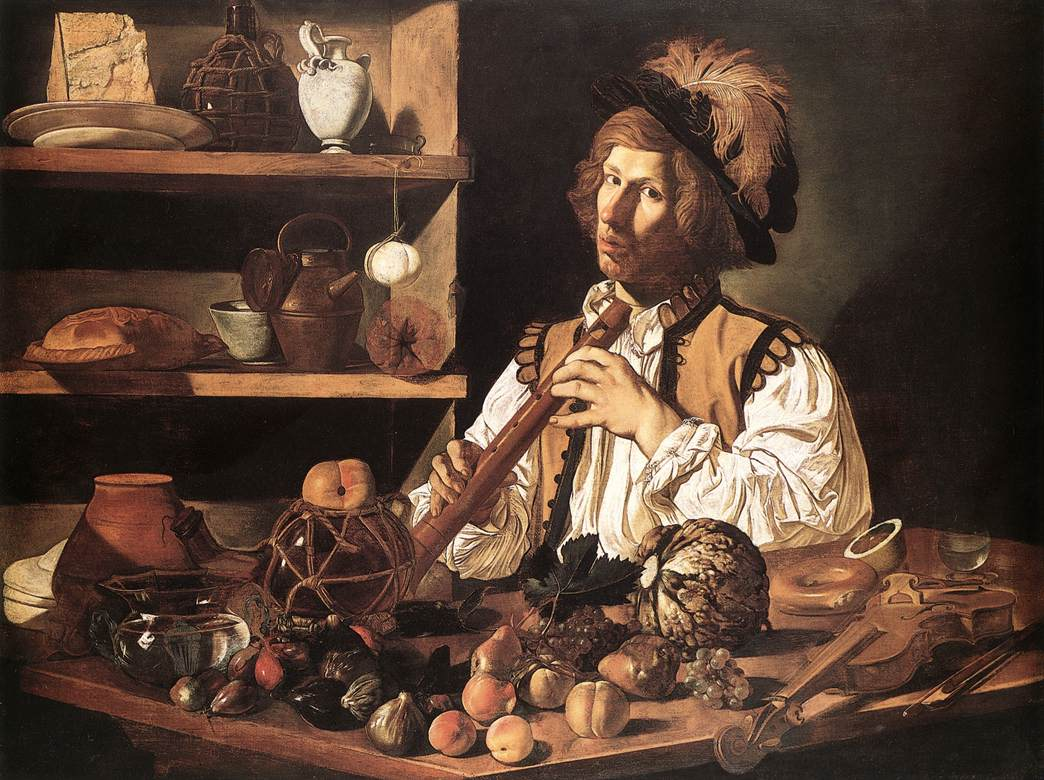
Cecco del Caravaggio, Flecista

Cecco del Caravaggio, właściwie Francesco Buoneri lub Boneri – włoski malarz aktywny w Rzymie w l. 1610-20, caravaggionista.
Pochodził z malarskiej rodziny Buonera (Bonera), działającej od XVI w. w Bergamo i okolicach. Był jednym z pierwszych i bardzo wiernych naśladowców Caravaggia. Jedynym udokumentowanym źródłowo obrazem artysty jest Zmartwychwstanie, zamówione do kaplicy Guiccardinich przy kościele Santa Felicità we Florencji. Jego dorobek, obejmujący ok. 20 dzieł, zrekonstruowany został na podstawie analogii stylistycznych.

## Wybrane dzieła
- Anioł Stróż ze św. Urszulą i św. Tomaszem – Madryt, Prado
- Flecista (1615-20) – Oxford, Ashmolean Museum
- Kobieta z gołębiem (ok. 1610) – Madryt, Prado
- Męczeństwo św. Sebastiana – Warszawa, Muzeum Narodowe
- Wypędzenie przekupniów ze świątyni (ok. 1610-15) – Berlin, Gemaeldegalerie
- Zmartwychwstanie – Chicago, Oriental Institute Museum